# Sylwia Pociecha
Sylwia Pociecha (ur. 16 listopada 1969) – polska piłkarka ręczna, reprezentantka Polski.

## Kariera sportowa
Występowała m.in. w barwach Startu Gdańsk, AZS Gdańsk, JKS Jarosław (1996-1998), Zagłębiu Lubin (1998-2002), MKS Vitaral Jelfa Jelenia Góra i AZS Politechnika Koszalin oraz niemiecką drużyną HC Sachsen Neustadt-Sebnitz (2006/2007). Z JKS wywalczyła brązowy medal mistrzostw Polski w 1997, z Zagłębiem dwa tytuły wicemistrzyni Polski (2000, 2002) i brązowy medal MP (2001). 
W reprezentacji Polski seniorek wystąpiła w latach 1994-1998 w 26 spotkaniach, zdobywając 41 bramek, m.in. zagrała na mistrzostwach świata w 1997, zajmując z drużyną 8. miejsce.